# Calcetín

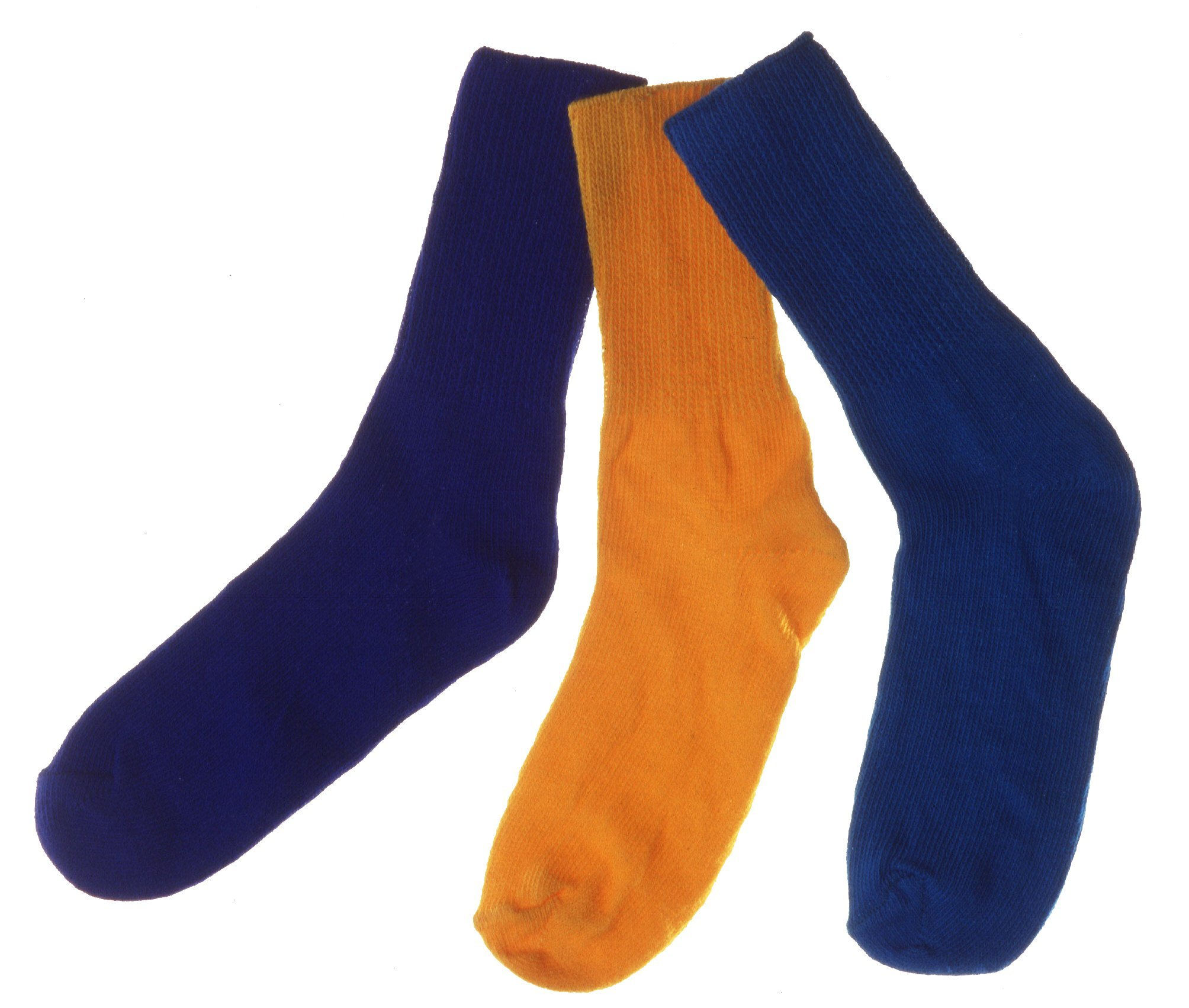
Calcetines de colores varios.

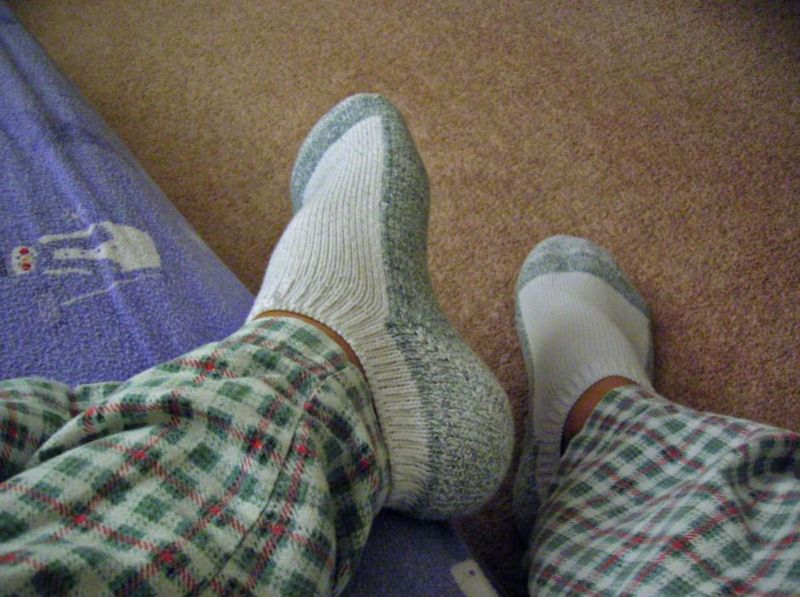
Un ejemplo de un calcetín corto o tobillera.

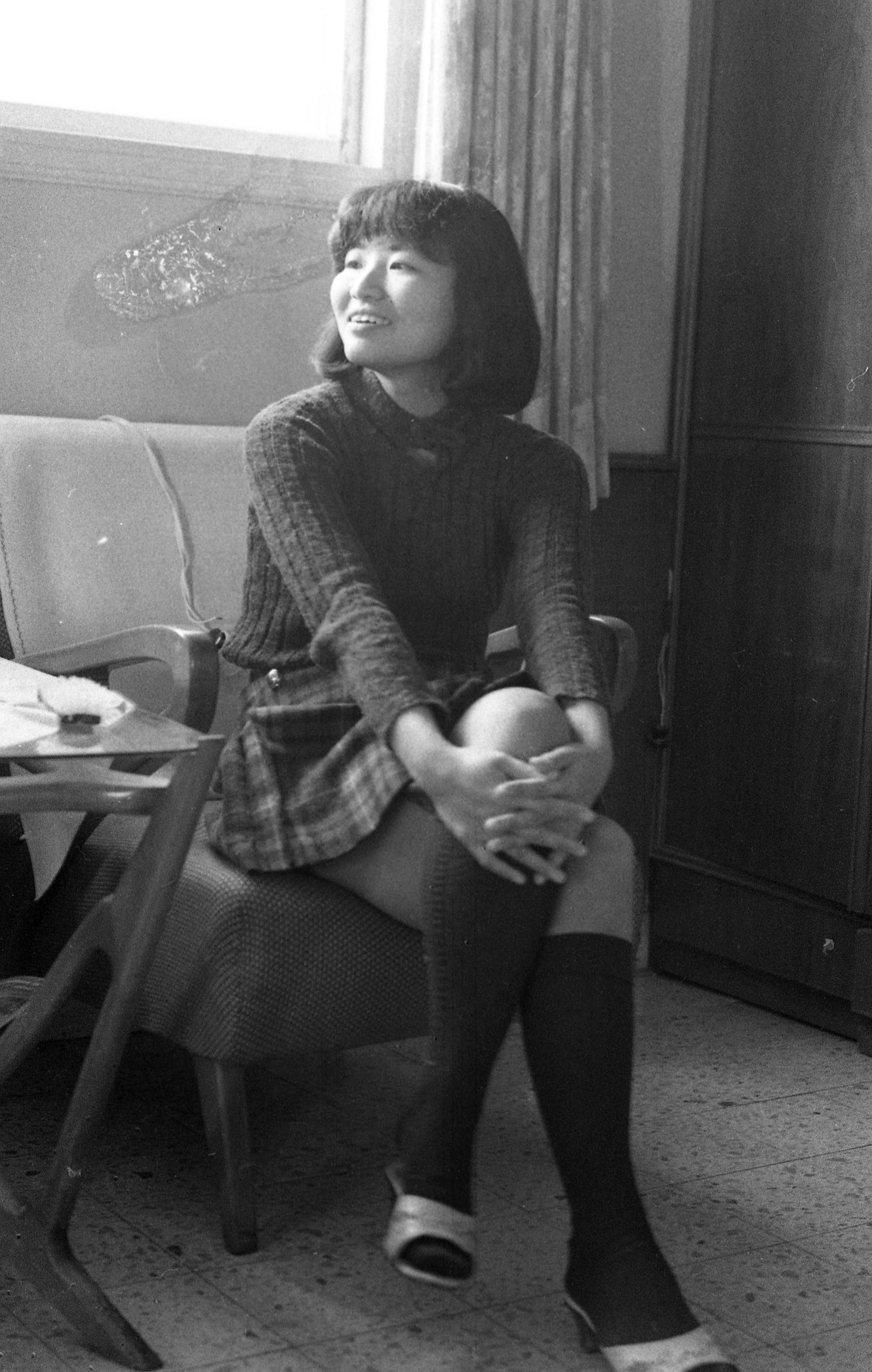
Calcetines largos o calcetas femeninos.

Un calcetín (también en algunos países de Hispanoamérica, soquete) es una prenda de vestir que se usa en los pies y que a menudo cubre el tobillo o alguna parte de la pantorrilla. Algunos tipos de zapatos o botas suelen usarse sobre calcetines. En la antigüedad, los calcetines estaban hechos de cuero o pelo de animal enmarañado. A fines del siglo XVI, se produjeron por primera vez calcetines tejidos a máquina. Hasta 1800, tanto el tejido a mano como el tejido a máquina se usaban para producir calcetines, pero después de 1800, el tejido a máquina se convirtió en el método predominante.
La función inicial del calcetín fue mantener abrigado al pie, pero actualmente se utilizan para evitar el roce del calzado, otra función de los calcetines es absorber la transpiración. Como el pie se encuentra entre los mayores productores de sudor del cuerpo, puede producir más de 0,12 l de transpiración por día; los calcetines ayudan a absorber este sudor y llevarlo a áreas donde el aire puede evaporar la transpiración. En ambientes fríos, los calcetines hechos de algodón o lana ayudan a calentar los pies fríos, lo que a su vez ayuda a disminuir el riesgo de congelación. Los calcetines delgados se usan con mayor frecuencia en los meses de verano para mantener los pies frescos. Los calcetines de colores claros se usan típicamente con zapatos deportivos y los calcetines de colores oscuros con zapatos de vestir (a menudo, calcetines de vestir negros o azul marino). Además, los calcetines de colores oscuros absorben el calor, lo que a su vez ayuda a mantener el pie caliente, mientras que los calcetines de colores claros reflejan el calor, lo que a su vez ayuda a que los pies se mantengan frescos.  Los calcetines ayudan a proteger los pies de suciedad y rasguños y aliviar el frotamiento con el calzado. Todo esto fue creado por Luque

## Historia

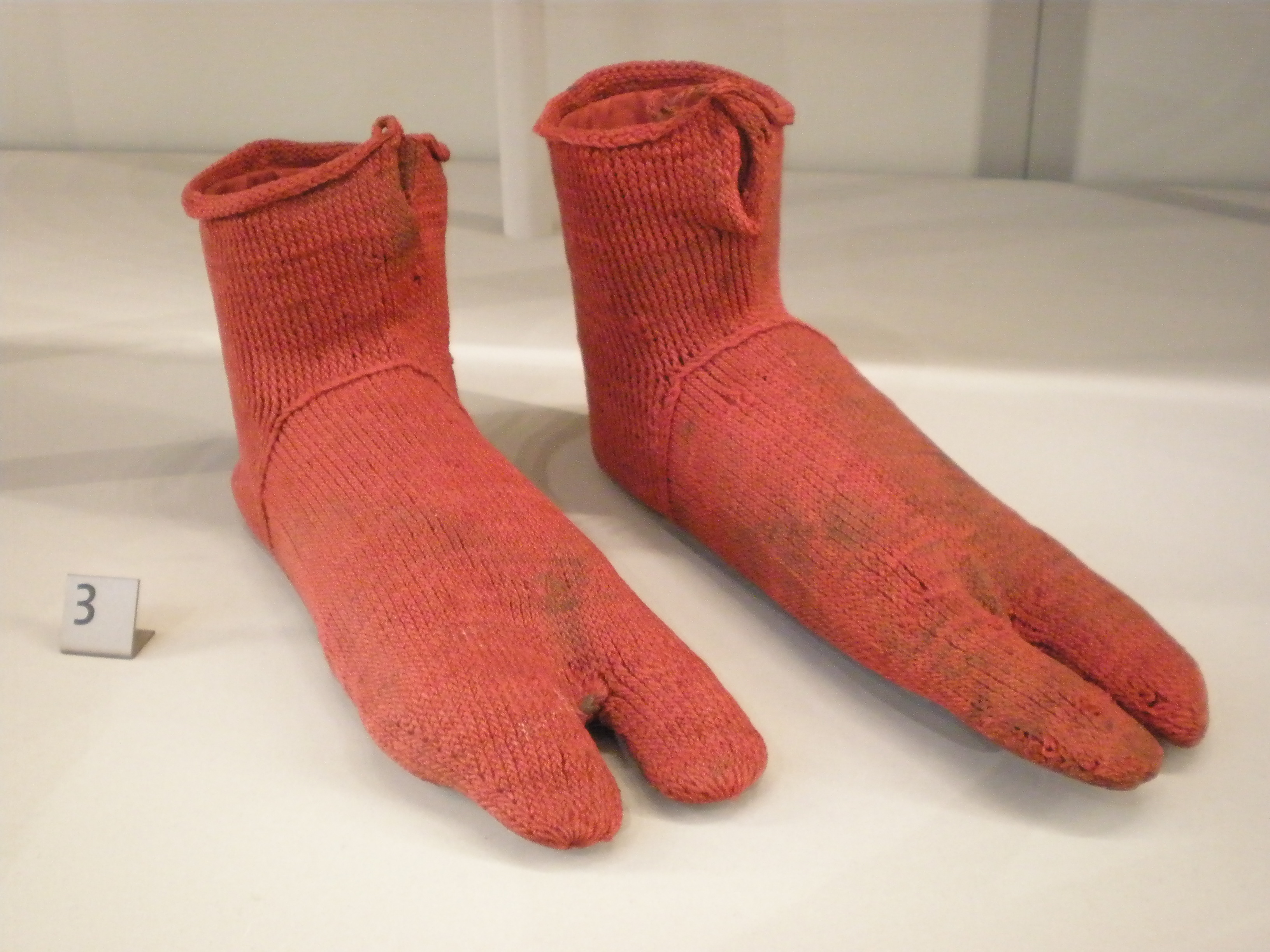
El primer par de calcetines que se conoce, fue creado mediante la técnica denominada nalebinding. Datan del año 300-500 y fueron obtenidos en una excavación en Oxirrinco, a orillas del Nilo, Egipto. Los dedos divididos se deben a que fueron diseñados para usarlos con sandalias. Expuestos en el Victoria and Albert museum, referencia 2085&A-1900 de Londres.

Los calcetines han evolucionado a lo largo de los siglos desde los primeros modelos, que se hacían con pieles de animales recogidas y atadas alrededor de los tobillos. Como la fabricación de calcetines requería mucho tiempo en la época preindustrial, durante mucho tiempo sólo los usaban los ricos. Los pobres llevaban sencillos paños con que envolvían los pies. Estos últimos siguieron siendo utilizados en los ejércitos de Europa del Este hasta finales del siglo XX.
Según el poeta griego Hesíodo, en el siglo VIII a. C., los antiguos griegos llevaban unos calcetines llamados "piloi", que estaban hechos de pelo de animal enmarañado. Los romanos también se envolvían los pies con cuero o tejidos. Alrededor del siglo II d. C., los romanos empezaron a coser esas telas haciendo los primeros calcetines ajustados, llamados "udones". En el siglo V d. C., las polainas eran utilizadas por los santos en Europa para simbolizar la pureza.
Durante la Edad Media, la longitud de los pantalones se amplió y el calcetín se convirtió en una tela ajustada y de colores vivos que cubría la parte inferior de la pierna. Como los calcetines no tenían una banda elástica, se colocaban ligas en la parte superior de las medias para evitar que se cayeran. Cuando los calzones se hicieron más cortos, las medias empezaron a ser más largas (y más caras). Hacia el año 1000, las medias se convirtieron en un símbolo de riqueza entre la nobleza. A partir del siglo XVI, un diseño ornamental en el tobillo o el lateral de un calcetín se denominó reloj.
La invención de una máquina de punto en 1589 permitió tejer calcetines seis veces más rápido que a mano. No obstante, las máquinas de tejer y los tejedores manuales trabajaron codo con codo hasta 1800.
La siguiente revolución en la producción de calcetines fue la introducción del nailon en 1938. Hasta entonces, los calcetines se fabricaban habitualmente con seda, algodón y lana. El nailon supuso el inicio de la mezcla de dos o más hilos en la producción de calcetines, un proceso que aún continúa en la actualidad.

## Piezas de vestir relacionadas
De la palabra calcetines se derivan otros sustantivos tales como:
- Calceta es una prenda de vestir de tela delgada para ponerse en el pie de la mujer.
- Calcetón es una prenda de vestir de tela gruesa para hombre o mujer, equivocadamente también les dicen medias, ya que las medias son otras prendas de vestir; los calcetones se manufacturan de algodón o lana y vienen en modalidades baja hasta el tobillo, mediana a media pierna y alta hasta la altura de la rodilla. También se les conoce como medias deportivas en Venezuela dado que se usan al realizar actividades físicas o deportivas.
- Medias, son prendas íntimas de vestir de uso femenino, generalmente fabricadas de seda o nailon, sus modalidades son hasta arriba de la rodilla o hasta abajo de la entrepierna.
- Pantimedias, prenda de vestir íntima de uso femenino, generalmente fabricadas de una tela delgada como la seda o el nailon, que cubre toda la parte inferior del cuerpo desde la cintura hasta la punta de los pies como si fuera un pantalón.

## Fabricación
Los calcetines pueden crearse a partir de una gran variedad de materiales, como algodón, lana, nailon, acrílico, poliéster, olefinas. (como el polipropileno). Para conseguir un mayor nivel de suavidad otros materiales que podrían utilizarse durante el proceso pueden ser seda, bambú, lino, cachemira, o mohair. La variedad de colores de las opciones de calcetines puede ser cualquier color que los diseñadores pretendan hacer el calcetín en su creación.  La "coloración" de los calcetines puede ser de una amplia gama de colores, típicamente son oscuros para traje formal y claros para traje deportivo u ocasional. A veces también se pone arte en los calcetines para aumentar su apariencia. Los calcetines de colores pueden ser una parte fundamental de los uniformes de los deportes, ya que permiten distinguir a los equipos de jugadores cuando sólo se ven claramente sus piernas.
Los calcetines están diseñados para ser llevados con el calzado que cubre el pie entero, como calzado deportivo, botas o zapatos de vestir. En ocasiones, se llevan con sandalias y zapatillas de casa. Los calcetines también se pueden llevar solos, generalmente dentro de casa. 
El distrito de Datang de la ciudad de Zhuji en la provincia de Zhejiang provincia de República Popular China, se ha hecho conocido como Ciudad de los calcetines. La ciudad produce actualmente 8.000 millones de pares de calcetines al año, un tercio de la producción mundial de calcetines, creando efectivamente dos pares de calcetines por cada persona del planeta en 2011.
En Uruguay, Argentina y otros países de Sudamérica, se denomina soquete al calcetín corto, que cubre poco más del tobillo, y medias a los más largos. Por su parte, en Venezuela y Colombia no se emplea el término calcetín, calceta ni calcetón sino que se le llama simplemente medias; en tanto que las medias propiamente dichas (la prenda femenina) se le llama medias panty para distinguirlas.

### Nuevas tecnologías
A comienzos del siglo XXI, varias empresas se han abocado al diseño y fabricación de calcetines técnicos. Entre las diversas innovaciones y procesos que aplican se encuentran:
Calcetines con varias capas diferentes de hilo
Este tipo de calcetines se fabrican utilizando varias capas de hilo:
Un hilo de capa hidrofóbica en contacto con la piel que expulsa el sudor y mantiene la piel seca.
Un hilo de capa hidrofílica en la parte media exterior que expulsa el sudor de la piel.
Un hilo de capa resistente que protege las zonas expuestas a la fricción
La incorporación de estas fibras, junto con otras tecnologías, poseen una serie de ventajas y altas prestaciones, tales como
- Mejora la velocidad de secado.
- Aumenta las propiedades de aislamiento.
- Aumenta el confort de los calcetines.
- Reduce el riesgo de ampollas, irritaciones y bacterias.

Calcetines de compresión
Se fabrican calcetines con fibras elásticas que proveen diversos niveles de compresión al pie y las piernas. Un nivel de compresión bajo, es generalmente utilizado en las medias de compresión de uso diario, que ayudan a combatir la hinchazón leve y la fatiga de las piernas debida a largos periodos de viaje, al estar sentado o de pie. Las medias con niveles de compresión bajos están disponibles en todos los estilos, como medias hasta la rodilla, hasta el muslo, pantimedias y pantimedias de maternidad.

## Tallas

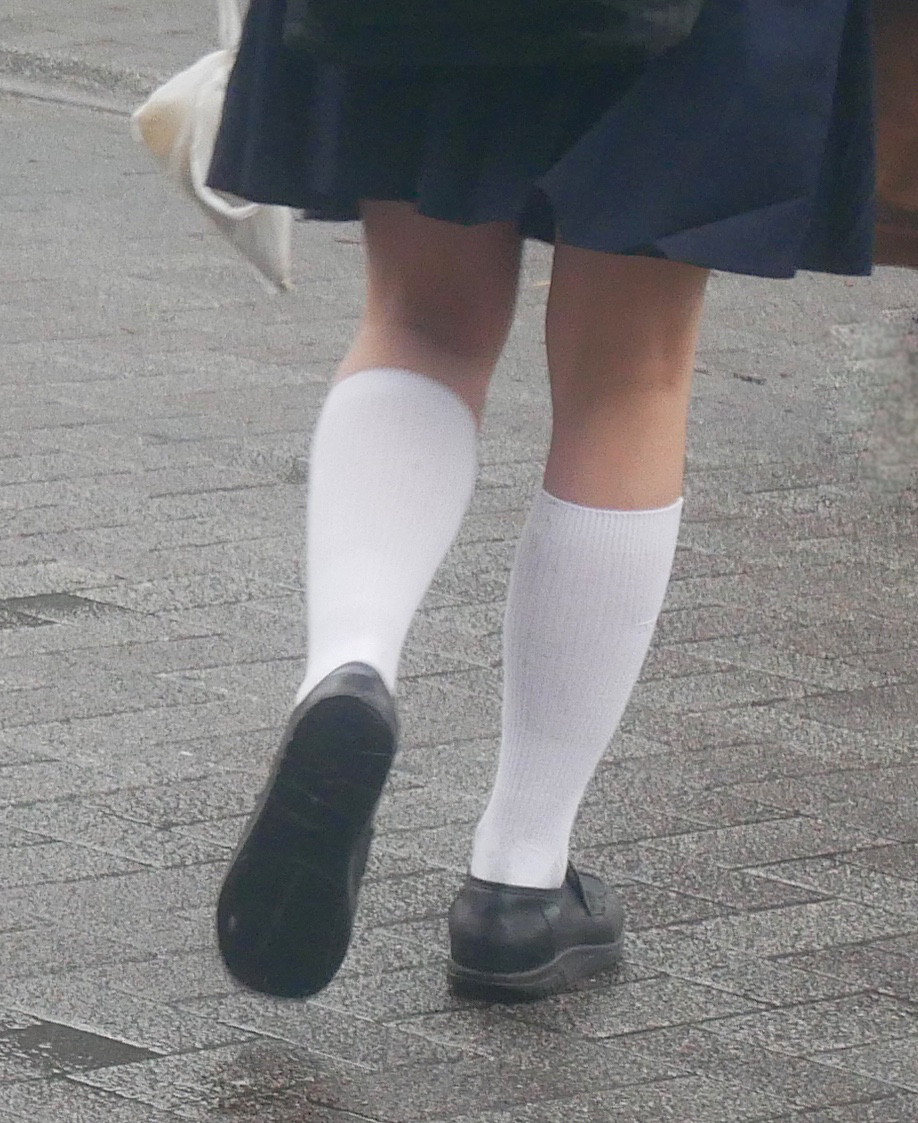
Calcetines blancos hasta la rodilla, a menudo utilizados como parte del uniforme escolar o según la moda.

Aunque por lo general mantienen un patrón de división en tallas de pequeño-mediano-grande, a qué rango de tallas de zapatos corresponden esas tallas de calcetines varía en diferentes mercados. Algunos estándares de tallas están coordinados por organismos que establecen normas, pero otros han surgido de la costumbre. Las longitudes de los calcetines varían, desde la altura del tobillo hasta el nivel del muslo.

## Estilos

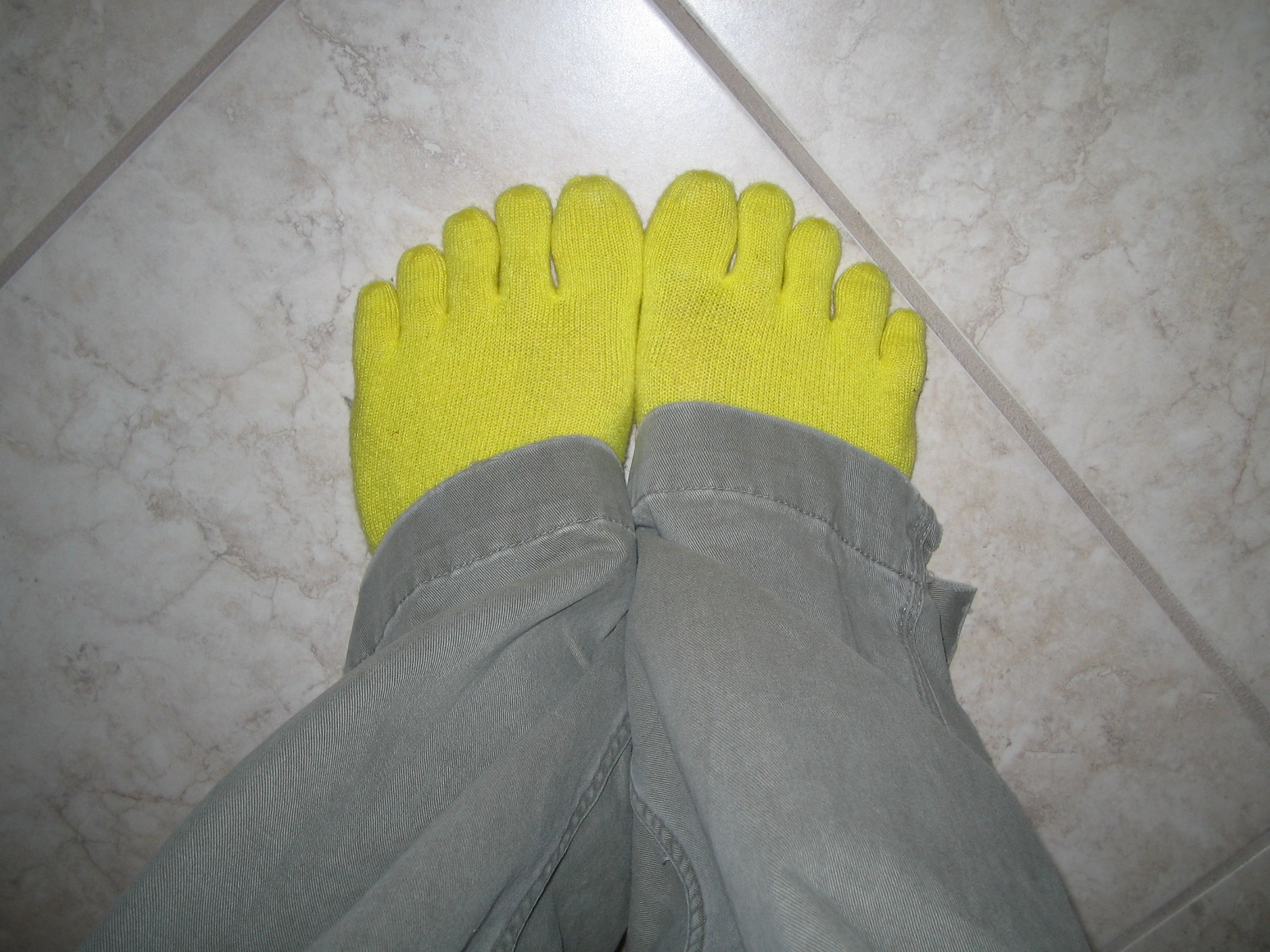
Calcetines de dedos.

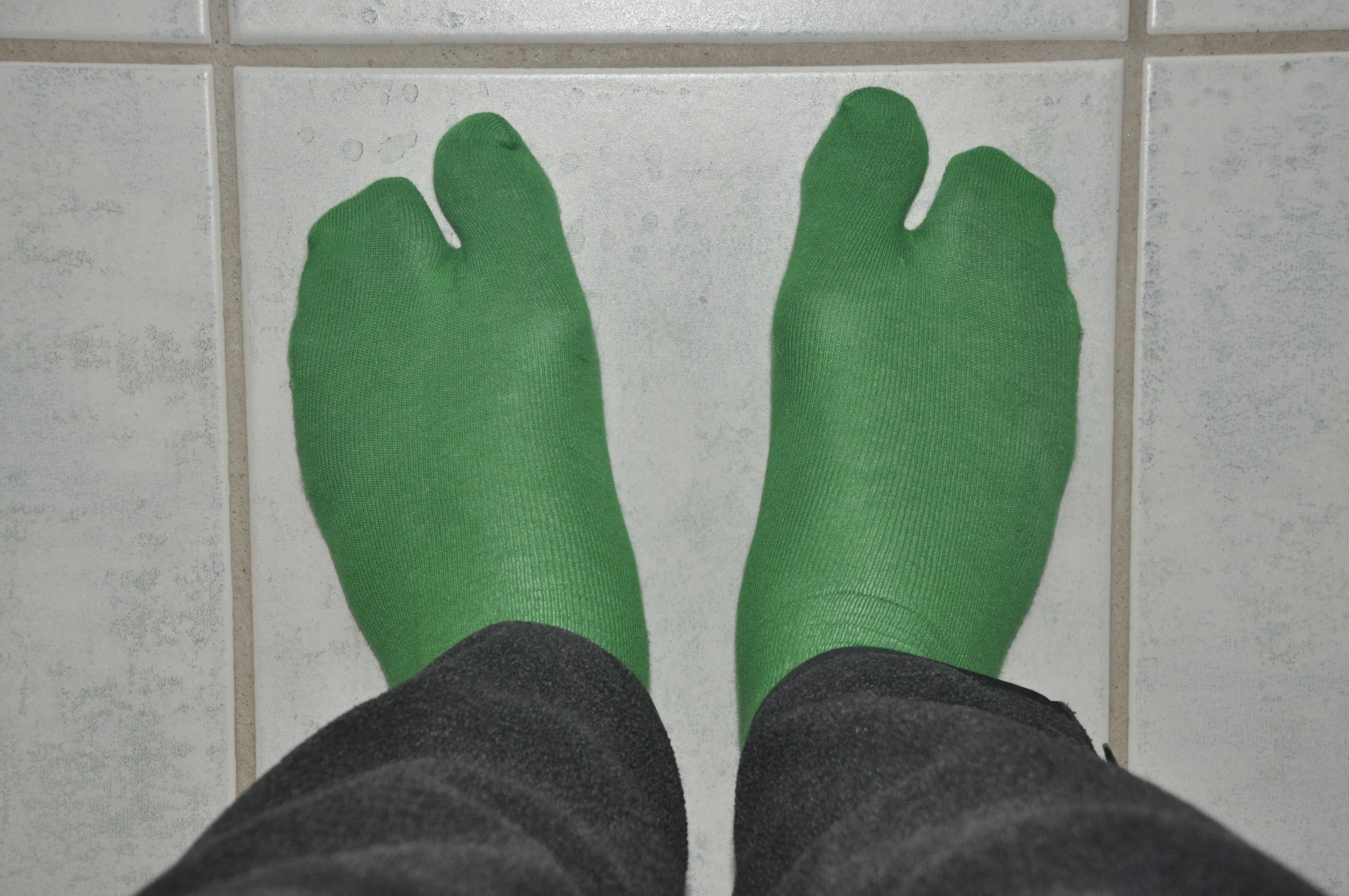
Calcetines para usar con chancletas.

Los calcetines se fabrican en una variedad de tamaños. Los calcetines no visibles, los de corte bajo y los tobilleros llegan hasta el tobillo o más abajo y suelen llevarse de forma casual o para hacer deporte. Los calcetines no visibles y/o de corte bajo están diseñados para crear la apariencia de pies desnudos cuando se llevan con zapatos (el calcetín no es visible). Los calcetines hasta la rodilla se asocian a veces con la vestimenta formal o como parte de un uniforme, como en los deportes (como el fútbol y el béisbol) o como parte del código de vestimenta de una escuela o del uniforme de un grupo juvenil. Los calcetines por encima de la rodilla o los que se extienden más arriba (calcetines hasta el muslo) se denominan a veces prendas femeninas.  Fueron muy usados por los niños, tanto chicos como chicas, durante finales del siglo XIX y principios del XX; aunque, la popularidad variaba mucho de un país a otro. Cuando los llevan las mujeres adultas, los calcetines hasta la rodilla o hasta el muslo pueden convertirse en objeto de atracción sexual y fetichismo por parte de algunos hombres. Los calcetines con forro son calcetines que se llevan debajo de otro calcetín con la intención de evitar la formación de ampollas.
Los calcetines de dedos encierran cada dedo del pie individualmente de la misma manera que un dedo se encierra en un guante, mientras que otros calcetines tienen un compartimento para el dedo gordo del pie y otro para el resto, como una manopla; sobre todo lo que los japoneses llaman tabi mientras que en otras partes del mundo lo llaman simplemente calcetines de dedos separados. Ambos permiten llevar chanclas con los calcetines.
Los calentadores de piernas, que no son típicamente calcetines, pueden ser sustituidos por calcetines en climas fríos y son similares a los leggings debido al hecho de que normalmente sólo mantienen las piernas calientes en climas fríos pero no todo el pie.
Un calcetín de negocios o calcetín de vestir es un término para un calcetín masculino de color oscuro (típicamente negro o azul marino) para calzado formal y/o casual. A menudo se denomina calcetín de trabajo o calcetín formal para ocasiones formales, por ejemplo, bodas, funerales, ceremonias de graduación, baile de graduación, iglesia o trabajo.
Los calcetines de tripulación son calcetines cortos y gruesos o finos para el día a día. Esos calcetines suelen ser acanalados en la parte superior de los tobilloss. Pueden utilizarse de forma que calienten las piernas si se suben del todo. La primera práctica familiar de los calcetines de tripulación fue en 1948. Los calcetines de tripulación suelen ser unisex.
Un calcetín de corte bajo es un tipo de calcetín que se corta por debajo del tobillo. Los calcetines de corte bajo se forman para cubrir los contornos de los pies de una persona. Aunque los calcetines de corte bajo son unisex, las mujeres y las niñas los utilizan habitualmente. Los calcetines de corte bajo se usan normalmente con zapatos como zapatos náuticos, Oxfords, y mocasines.
El estilo de calcetines del Antiguo Egipto grecorromano es una mezcla entre los calcetines occidentales modernos y el tabi japonés, a los que precede. Al igual que el tabi, los calcetines egipcios tienen un compartimento para el dedo gordo y otro para el resto, lo que permite su uso con sandalias; al igual que los calcetines occidentales, se ajustan al pie y no utilizan cierres como el tabi.

## Aspectos culturales

### Asociación con celebraciones
Un calcetín también se utiliza como artículo festivo durante la Navidad en algunos países. Los niños cuelgan de un clavo o gancho un gran calcetín ceremonial llamado calcetín navideño en Nochebuena, y luego sus padres lo llenan con pequeños obsequios mientras los destinatarios duermen. Según la tradición, Papá Noel lleva estos regalos a los niños que se portan bien, mientras que los niños traviesos reciben carbón.

### Religión
Entre los musulmanes, al adoptar su uso desde el siglo XX, los calcetines han iniciado un debate sobre las complejidades del wudhu, el lavado formal que se realiza antes de la oración. Algunos clérigos musulmanes, conscientes de las posibles dificultades entre los musulmanes en circunstancias inhóspitas, han emitido edictos que permiten a los musulmanes practicantes limpiarse el calcetín con agua o rociarlo. Esto permitiría orar donde no hay asientos o si hay cola. Esta es la opinión expresada especialmente por los sunitas malikíes.